# Kaletor
Kaletor (altgriechisch Καλήτωρ Kalḗtōr) ist in der griechischen Mythologie der Sohn des Klytios, somit ein Enkel des Königs von Troja, Laomedon, und Vetter des Hektor. Seine Schwester war laut Pausanias Prokleia.
Beim Versuch, die griechischen Schiffe während des Trojanischen Krieges in Brand zu stecken, wurde er, der die erste Fackel warf, vom Telamonier Aias mit dem Speer getötet. Hektor, vom Verlust seines Vetters schmerzlich getroffen, versuchte mit einem Speerwurf gegen Aias, Rache zu nehmen, traf aber nur dessen Gefolgsmann Lykophron tödlich am Kopf.